# 红光街道 (成都市)
红光街道，原为红光镇，是中华人民共和国四川省成都市郫都区下辖的一个街道办事处。2019年12月，撤镇设街道，红光街道办事处驻高店路东段39号。

## 行政区划
红光街道下辖以下地区：
三观村、红光镇社区、蒋桥村、竹桥村、仁和村、金土村、仪隆村、济阳村、鱼塘坎村、汉姜村、寇家坝村、白云村、长生村、护国村和宋家林村。